# 윤성원 (법조인)
윤성원(尹成遠, 1963년 ~)은 광주지방법원 법원장을 역임한 법조인이다.

## 생애
1963년 서울시에서 태어난 윤성원은 동성고등학교와 고려대학교 법학과를 졸업하고 제27회 사법시험애 합격하여 사법연수원과 군 법무관을 마치고 1991년 3월 서울지방법원 북부지원 판사에 임용되었다.
2018년 2월에 법원장으로 승진하여 제40대 광주지방법원 법원장으로 재직하다 2019년 1월 28일에 인천지방법원 법원장으로 전보할 예정이었으나 민주사회를 위한 변호사 모임이 2019년 1월 31일 윤성원을 포함하여 10명의 법원장 탄핵소추안을 추가로 공개하는 기자회견을 열고 "윤성원 법원장이 양승태 대법원장 시절 법원행정처 사법정책실장에 재직하며 '통진당 TF' 등 사법농단 의혹과 관련을 맺는 중요한 회의에서 지휘부 역할을 한 '사법농단 의혹 사건'에 연루된 탄핵소추 대상 판사 중 한 명이다"고 밝혔다
이에 윤성원은 법원 내부망 코트넷을 통해 "민변의 탄핵 대상 발표를 보고 그 진위여부를 떠나 인천지방법원 법원장으로 부임하는 것이 법원 가족들에게 마음의 상처를 줄 것이란 생각이 들어 인사권자인 대법원장에게 결례를 무릅쓰고 사직서를 제출했다"고 밝히면서 "대법원장과 법원에 커다란 누를 끼쳐 죄송하다 인천지방법원의 가족들이 받을 충격을 생각하니 너무나 가슴이 아프고 미안하다"고 했다.

## 경력
- 1985년 제27회 사법시험 합격
- 1988년 제17기 사법연수원 수료
- 1988년 공군 법무관
- 1991년 3월 서울지방법원 북부지원 판사
- 1993년 3월 서울형사지방법원 판사
- 1995년 3월 대구지방법원 김천지원 판사
- 1996년 9월 대구지방법원 김천지원 구미시법원 판사
- 1998년 3월 서울지방법원 판사
- 1999년 9월 법원행정처 법정국 심의관
- 2002년 2월 서울고등법원 부장판사
- 2003년 제주지방법원 부장판사
- 2004년 2월 대법원 재판연구관
- 2007년 2월 법원행정처 사법정책실 민사정책총괄심의관
- 2008년 2월 서울중앙지방법원 부장판사 겸 법원행정처 사법등기국장
- 2010년 2월 광주고등법원 부장판사
- 2011년 8월 광주고등법원 수석부장판사
- 2012년 2월 서울고등법원 부장판사
- 2014년 2월 법원행정처 사법지원실장
- 2018년 2월 제40대 광주지방법원 법원장
- 2019년 2월 1일 ~ 2019년 2월 4일 인천지방법원 법원장
- 2019년 2월 ~ 2022년 법무법인(유한) 클라스 대표변호사
- 2022년 ~ 법무법인(유) 지평 대표변호사